# Michaił Szumajew
Michaił Pietrowicz Szumajew (ros. Михаил Петрович Шумаев, ur. 22 kwietnia 1924 we wsi Bolszyje Ałabuchi w powiecie borisoglebskim w guberni tambowskiej (obecnie w rejonie gribanowskim w obwodzie woroneskim), zm. 5 lutego 1995 w Obninsku) – radziecki fizyk atomowy.

## Życiorys
W 1941 ukończył szkołę średnią, pracował w kołchozie. W marcu 1942 został powołany do Armii Czerwonej, brał udział w wojnie z Niemcami w składzie 682 pułku piechoty 212 Dywizji Piechoty na Froncie Briańskim i Dońskim. Uczestniczył w operacji woronesko-woroszyłowgradzkiej i bitwie pod Stalingradem, pod koniec 1942 został ciężko ranny, w związku z czym 25 lutego 1943 zdemobilizowano go. Od 1944 studiował w Iwanowskim Instytucie Chemiczno-Technologicznym, w 1945 przeniósł się na Wydział Fizyczny Moskiewskiego Uniwersytetu Państwowego, który ukończył w 1950. Pracował jako starszy inżynier w Biurze Konstrukcyjnym nr 11 w mieście Arzamas-75 (późniejszy Arzamas-16, obecnie Sarow), gdzie w składzie grupy Igora Tamma pracował nad skonstruowaniem radzieckiej bomby wodorowej. W 1955 został kierownikiem jednego z działów Wydziału Teoretycznego Instytutu Naukowo-Badawczego nr 1011 Ministerstwa Budowy Maszyn Średnich ZSRR w mieście Kasił-2 (późniejszy Czelabińsk-50 i Czelabińsk-70, obecnie Snieżynsk). Jako fizyk teoretyk brał udział w stworzeniu wielu ładunków nuklearnych, a także w dziesiątkach prób atomowych na różnych poligonach w ZSRR. W 1961 otrzymał stopień kandydata, a w 1968 doktora nauk fizyczno-matematycznych. Należał do KPZR, był deputowanym do obwodowej rady w Czelabińsku. Od 1990 do sierpnia 1991 był głównym pracownikiem naukowym wydziału teoretycznego Wszechzwiązkowego Naukowo-Badawczego Instytutu Budowy Przyrządów, następnie przeszedł na emeryturę.

## Odznaczenia i nagrody
- Medal Sierp i Młot Bohatera Pracy Socjalistycznej (26 kwietnia 1971)
- Order Lenina (trzykrotnie, 11 września 1956, 26 kwietnia 1971 i 4 września 1981)
- Order Rewolucji Październikowej (27 września 1976)
- Order Wojny Ojczyźnianej II klasy (11 marca 1985)
- Nagroda Leninowska (1958)
- Nagroda Stalinowska (1953)
- Medal „Za pracowniczą dzielność” (4 stycznia 1954)

I inne.